# Gloeosynnema ochroleucum
Gloeosynnema ochroleucum är en svampart som först beskrevs av Penz. & Sacc., och fick sitt nu gällande namn av Seifert & G. Okada 1988. Gloeosynnema ochroleucum ingår i släktet Gloeosynnema, klassen Agaricomycetes, divisionen basidiesvampar och riket svampar.   Inga underarter finns listade i Catalogue of Life.